# 野中俊彦
野中 俊彦（のなか としひこ、1939年 - ）は、日本の法学者。専門は憲法。法政大学名誉教授、金沢大学名誉教授。元全国憲法研究会の代表。

## 人物
東京都出身。最終講義の題目は、「憲法学研究・断想」であった。
元旧司法試験第二次試験考査委員。小林直樹門下。
2005年10月まで全国憲法研究会の代表を務めた。法政大学の法科大学院設置準備委員会の委員長を務めた。

## 略歴
- 1961年 東京大学法学部卒業
- 1967年 金沢大学法文学部講師
- 1970年 同助教授
- 1979年 同教授
- 1980年 金沢大学法学部教授（1986年4月から1988年3月まで学部長）
- 1990年 法政大学法学部教授
- 2004年 法政大学大学院法務研究科教授（2004年4月から2005年3月まで研究科長）
- 2009年 定年退職、法政大学名誉教授

## 主要著書・編著
- 『憲法訴訟の原理と技術』（有斐閣、1995年）
- 『憲法I・II（第5版）』（共著）（有斐閣、2012年）
- 『憲法判例集（第10版）』（共著）（有斐閣、2008年）
- 『ファンダメンタル憲法』（共著）（有斐閣、1994年）
- 『憲法の解釈I・II・III』（共著）（三省堂、1989年、1990年、1992年）